# Toxicité des graminées

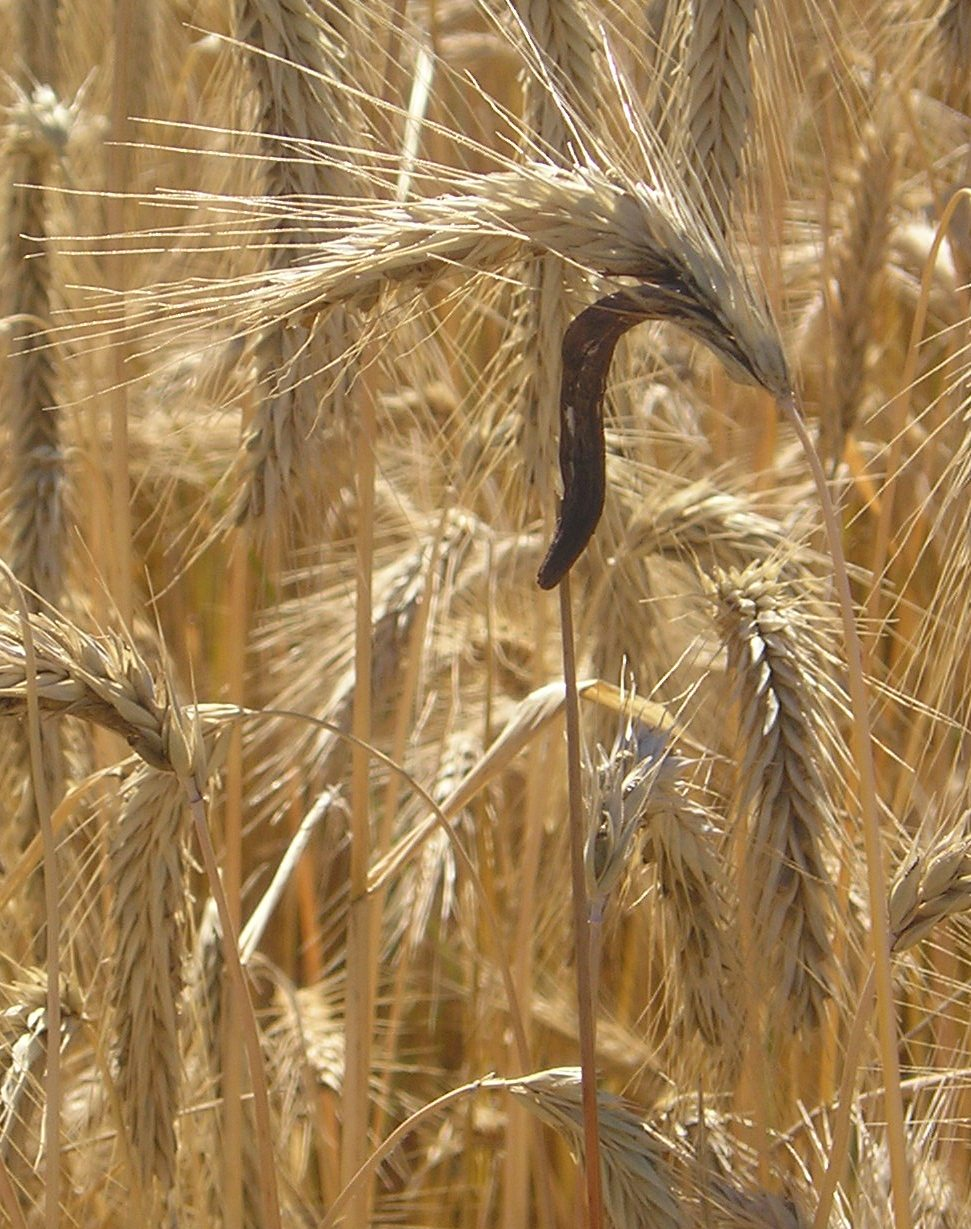
Ergot du seigle (Claviceps purpurea).

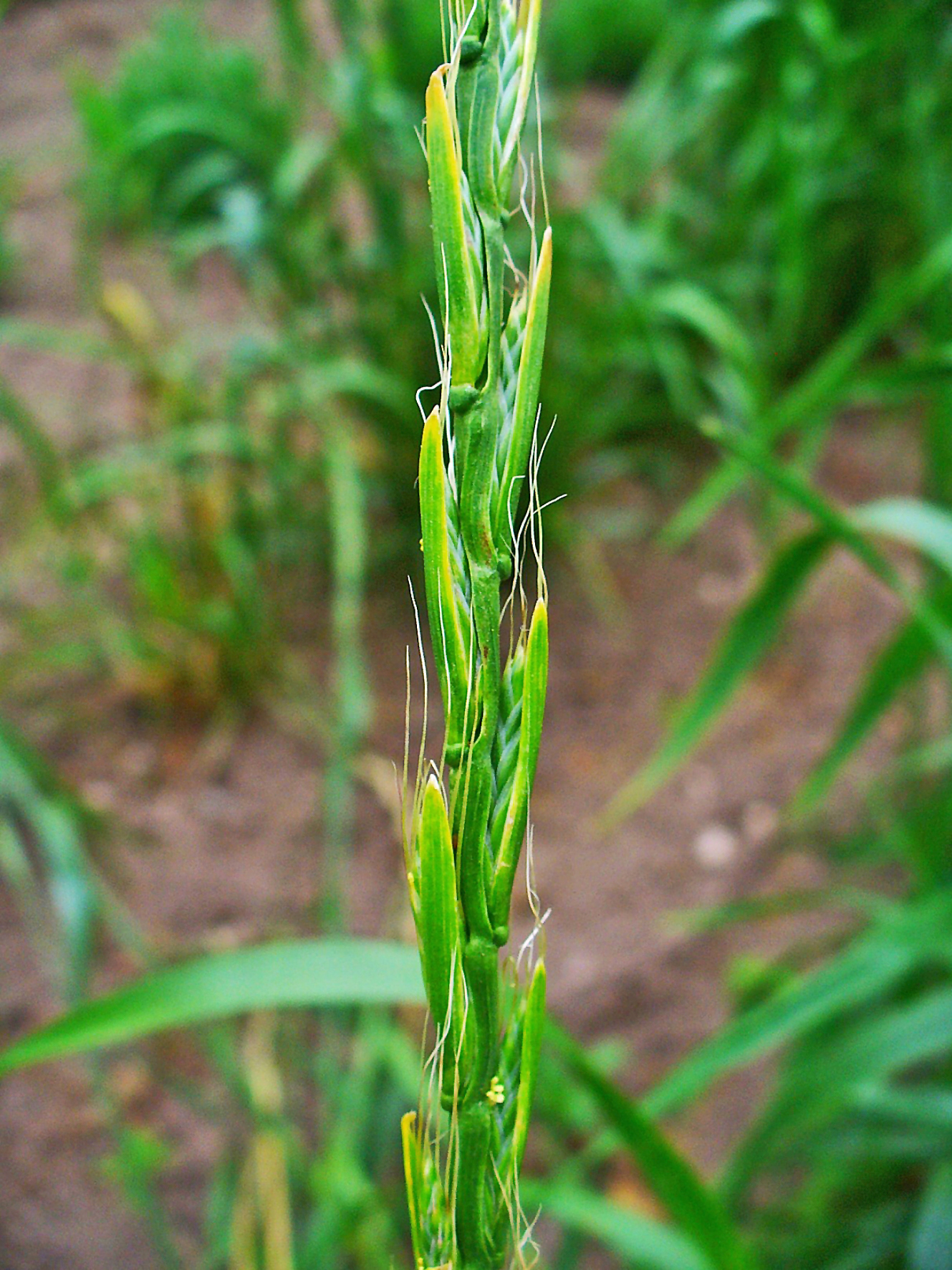
Ivraie enivrante (Lolium temulentum).

La toxicité des graminées est le caractère défavorable de certaines espèces de graminées (Poaceae) pour la santé du bétail, ou de l'homme, dans certaines conditions. Elle résulte de la présence soit de toxines végétales intrinsèques, soit de toxines endophytes.
Peu d'espèces de graminées présentent ce caractère de toxicité, leur défense contre les herbivores étant, en général, fondée principalement sur leur mode de croissance particulier qui leur permet de résister efficacement à la défoliation. Elles disposent en effet d'un méristème basal et de méristèmes intercalaires (à la base de chaque entrenœud) qui leur permettent de régénérer les tiges et les feuilles en cas de broutage par les herbivores (également en cas de fauchage).
Les toxines dites intrinsèques ou endogènes sont des phytotoxines que les plantes produisent elles-mêmes comme défense chimique contre les animaux herbivores ou phytophages.
Les toxines dites endophytes ou extrinsèques sont généralement des mycotoxines (toxines fongiques) produites par des champignons endophytes, c'est-à-dire qui se développent à l'intérieur des plantes dans une sorte de relation symbiotique. Il s'agit en effet souvent d'une relation mutualiste, la plante fournissant un environnement favorable au développement des champignons et ceux-ci en retour synthétisant des substances chimiques, les mycotoxines, protectrices pour les plantes.
Dans certains cas la synthèse de toxines extrinsèques fait intervenir d'autres organismes, nématodes, bactéries et même virus.
Parmi les espèces de graminées susceptibles d'être toxiques pour l'homme figurent notamment l'ivraie enivrante (Lolium temulentum), souvent infestée par un champignon de la famille des Clavicipitaceae, Epichloe coenophiala. Ses grains, contenant alors des alcaloïdes toxiques, notamment la témuline ou norloline pouvaient être dangereux lorsqu'ils se trouvaient mélangés à des grains de blé. L'espèce Lolium perenne, parasitée par Epichloe festucae var. Lolii contient le lolitrème B. On peut citer également le seigle susceptible d'être contaminé par un champignon de la même famille, l'ergot (Claviceps purpurea), responsable de l'ergotisme (appelé autrefois « mal des ardents »).
Certaines espèces de graminées peuvent présenter d'autres types de risques, tant chez l'homme que chez les animaux domestiques : risques de blessures physiques et risques d'allergies polliniques.

## Phytotoxines endogènes
Parmi les graminées fourragères qui contiennent des toxines intrinsèques, on peut citer les espèces du genre Phalaris spp. (tryptamine et carboline), les sorghos (glycosides cyanogénétiques) et diverses graminées tropicales contenant des oxalates et des saponines. Les effets toxiques de ces graminées consistent en troubles neurologiques (tournis du Phalaris), hypoxie (sorgho du Soudan, Sorghum × drummondii), photosensibilisation induite par la saponine (Brachiaria et Panicum spp.) et déminéralisation osseuse (graminées contenant de l'oxalate).

## Mycotoxines endophytes

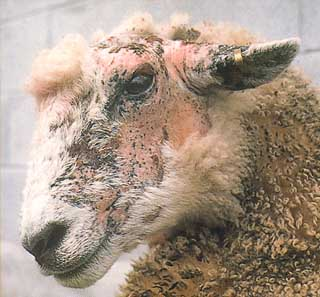
Mouton atteint d'eczéma facial.

Les toxines endophytes des graminées comprennent les alcaloïdes de l'ergot chez la fétuque élevée (Festuca arundinacea) et les trémorgènes (par exemple, lolitrème B) chez le ray-grass anglais (Lolium perenne). Les lolitrèmes causent des effets neurologiques, produisant le syndrome du tournis du ray-grass.
La toxicose du ray-grass annuel (Lolium multiflorum) est causée par des corynétoxines, qui sont similaires sur le plan chimique à un antibiotique, la tunicamycine.
Les coryninoxines sont produites par des bactéries du genre Clavibacter qui parasitent un nématode, Anguina agrostis, susceptible d'infecter le ray-grass annuel. Les coryninoxines inhibent la synthèse des glycoprotéines, entraînant une formation défectueuse de divers composants sanguins du système réticulo-endothélial.
Une autre mycotoxine du ray-grass est la sporidesmine, produite par Pithomyces chartarum, qui provoque des dégâts au foie et une photosensibilisation secondaire (eczéma facial). En France, cette affection est régulièrement diagnostiquée au Pays basque, principalement chez les ovins.
Les toxines des Fusarium, telles que la zéaralénone et les trichothécènes, se rencontrent également chez les graminées fourragères.
L'empoisonnement par le kikuyu (Pennisetum clandestinum) provoque une dégradation de l'épithélium ruminal et de la muqueuse omasale (du feuillet), ainsi que des signes neurologiques. L'agent causal, qui peut être associé à la prédation par des chenilles légionnaires de Spodoptera exempta (noctuidae), n'a pas été identifié.

### Intoxication par la fétuque élevée
L'intoxication par la fétuque élevée affecte le bétail (bovins, ovins et équidés) paissant sur des pâturages à dominante de fétuque élevée (Festuca arundinacea). Elle se manifeste lorsque les animaux ingèrent des alcaloïdes toxiques, en particulier l'ergovaline et la loline, produits par Epichloe coenophiala, champignon endophyte, qui parasite la fétuque élevée. Les symptômes sont variés et entraînent souvent des pertes de production. 
Ce type d'intoxication du bétail est bien connu en Amérique du Nord, en Australie et en Nouvelle-Zélande, pays dans lesquels la fétuque élevée est cultivée en monoculture sur de grandes surfaces.

## Nitrates
Certaines grainées fourragères peuvent aussi s'avérer toxiques pour les ruminants à la suite d'accumulation de nitrates, phénomène qui peut se produire lorsque les plantes poussent sur des sols riches en nitrates, mais que les conditions ne sont pas réunies pour une métabolisation normale et la transformation de ces nitrates en protéines, par exemple en cas de sécheresse, de temps trop froid, ou quand les plantes sont flétries, comme après l'application d'herbicides. Les sorghos fourragers et le mil à chandelle (Pennisetum glaucum) sont connus pour être des « accumulateurs de nitrates ». Ceux-ci sont transformés dans la panse (rumen) en nitrites qui sont absorbés par l'organisme et provoquent une méthémoglobinémie,  empêchant le transport de l'oxygène par le sang.

## Risques de blessures physiques

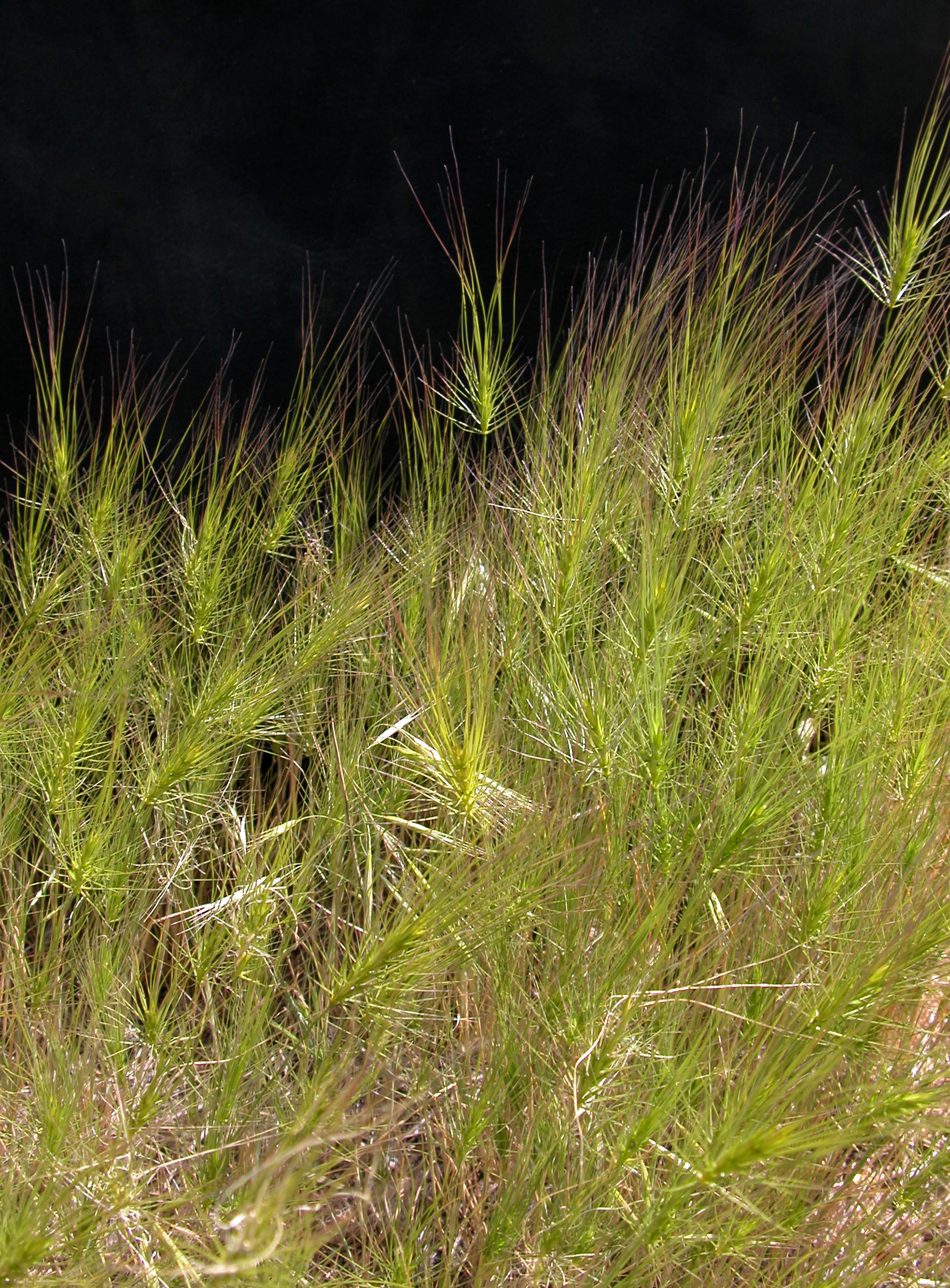
Épis barbus de Taeniatherum caput-medusae.

Les risques physiques sont dus aux épis barbus, aux barbes rugueuses ou munies d'épines rétrogrades, qui sont susceptibles de s'introduire sans possibilité de retour en arrière dans les orifices de l'organisme (bouche ou gueule, yeux, narines ou naseaux, oreilles, orifices sexuels). C'est le cas par exemple de l'orge des rats (Hordeum murinum) et de l'orge à crinière (Hordeum jubatum).
La tête-de-méduse, Taeniatherum caput-medusae, est une graminée méditerranéenne, introduite en Amérique du Nord, dont les semences munies d'arêtes épineuses peuvent blesser la bouche ou les yeux du bétail ou des herbivores sauvages. 
Certaines espèces, munies de soies barbelées, telle que le mil à chandelle (Setaria lutescens), peuvent provoquer même après mastication et ingestion, des ulcères dans la muqueuse buccale et du tube digestif. Les chevaux sont particulièrement sensibles à ce type de blessures physiques, car ils ont des muqueuses plus sensibles que les bovins.

## Risques d'allergies polliniques
Les risques d'allergies polliniques , ou pollinoses, sont dus aux grains de pollen produits en abondance du fait de la pollinisation anémophile et responsables notamment du rhume des foins.

## Autres risques
La consommation de graminées peut aussi présenter d'autres risques liés à des conditions particulières :
- la tétanie d'herbage est une maladie souvent mortelle, liée à une  hypomagnésémie. Elle atteint en particulier les brebis au printemps à la suite de la consommation de grande quantité de graminées jeunes, luxuriantes, pauvres en magnésium et à taux élevé d'humidité[6]
- la météorisation, qui affecte les ruminants à la suite de pâturage dans des prés à végétation luxuriante, surtout après des périodes de gel de rosée ou de pluie. Elle est principalement liée à la consommation de certaines légumineuses (notamment luzerne et trèfle), mais la présence d'herbes jeunes peut aussi être un facteur de risque, plus rare cependant.